# Goran Dizdar
Goran Dizdar (Zagreb, 1958.), hrvatski šahist, velemajstor.
Naslov međunarodnog majstora osvojio je 1980., a velemajstora 1991. godine. Prvak Hrvatske 1995. godine. Igra za hrvatsku reprezentaciju. Član ŠK Liburnija (Rijeka).
Pojedinačni prvak Hrvatske 1995. godine.